# San Esteban (Valparaíso)
San Esteban is een gemeente in de Chileense provincie Los Andes in de regio Valparaíso. San Esteban telde 18.855 inwoners in 2017 en heeft een oppervlakte van 1362 km².